# Dipolo del océano Índico

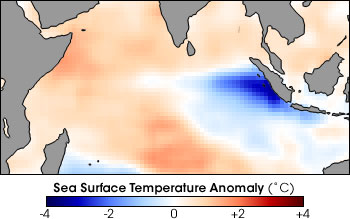
Temperaturas de agua, alrededor de las islas de Mentawai, cayendo aproximadamente 4 °C durante una fase positiva del Dipolo del océano Índico, en noviembre de 1997. Durante esos acontecimientos, soplaron inusualmente vientos fuertes del este llevando agua superficial tibia hacia África, permitiendo que agua fría aflore a lo largo de la costa de Sumatra. En esta imagen las zonas azules son más fríos de lo normal, mientras que las zonas rojas son más cálidas de lo normal.

El dipolo del océano Índico (IOD), también conocido como el Niño indio, es una oscilación irregular de las temperaturas superficiales donde la parte occidental del Océano Índico se vuelve alternadamente más tibia o más fría, que la parte oriental de este océano.

## Fenómeno
El IOD implica una oscilación aperiódica de temperaturas de superficie del mar, entre "positivas", "neutras" y "negativas". Una fase positiva presenta temperaturas de la superficie marina mayores que el promedio y una mayor precipitación en la región del océano Índico occidental, con un enfriamiento correspondiente de las aguas en el océano Índico, lo cual tiende a causar sequías en las zonas adyacentes continentales de Indonesia y Australia. La fase negativa del IOD trae condiciones opuestas, con agua más tibia y precipitación más grande en el océano Índico oriental, y condiciones más frescas y más secas en el del oeste.
El IOD también afecta la fuerza de los monzones sobre el subcontinente indio. Un IOD positivo significativo ocurrió entre 1997–98, y otro en 2006. El IOD es un aspecto del ciclo general de clima global, interaccionando con fenómenos similares como el El Niño-Oscilación del Sur (ENSO) en el océano Pacífico.
El fenómeno IOD fue primeramente identificado por investigadores de clima en 1999. Con evidencias de fósiles de arrecifes de coral demuestran que el IOD viene funcionado desde al menos el medio del periodo Holoceno, hace 6,5 milenios.
Un promedio de cuatro eventos positivos-negativos IOD se repiten en períodos de 30 años, y cada evento dura alrededor de seis meses.. Aun así,  ha habido doce positivos IOD desde 1980 y acontecimientos no negativos en 1992 hasta un evento negativo fuerte a fines de 2010. La ocurrencia de consecutivos positivos IOD es extremadamente raro con los únicos dos eventos se registraron, en 1913–1914 y tres acontecimientos consecutivos de 2006 a 2008 que precedieron los incendios forestales en Victoria de febrero de 2009. La modelización sugiere que los eventos positivos consecutivos podrían ser esperados en ocurrir dos veces sobre un periodo de 1 milenio. El IOD positivo en 2007 que evolucionó junto con La Niña, siendo un fenómeno muy raro que ha pasado sólo una vez en los registros históricos disponibles (en 1967). Un fuerte negativo IOD se desarrolló en octubre de 2010, el cual, estaba acoplado con un fuerte y concurrente La Niña, causando las inundaciones 2010-2011 de Queensland y las inundaciones de 2011 en Victoria.
En 2008, Nerilie Abram utilizó registros de coral del océano Índico oriental y occidental para construir un índice de coral de modo de dipolo que se extiende hasta 1846. Esta perspectiva extendida del comportamiento del IOD sugiere que eventos positivos IOD aumentaron en fuerza y frecuencia durante el siglo XX.

## Efecto en sequías australianas
Un estudio de 2009 por Ummenhofer et al. en la Universidad de Nueva Gales del Sur (UNSW) del Centro de Búsqueda de Cambio Climático ha demostrado una correlación significativa entre el IOD y las sequías en la mitad sur de Australia, en particular la sudeste. Cada sequía del sur importante desde 1889 ha coincidido con las fluctuaciones positivo-neutro IOD que incluyeron en las sequías 1895–1902, 1937–1945 y 1995–2009.
El estudio muestra que cuándo el IOD está en su fase negativa, con agua del océano Índico fresca en el oeste de Australia y más tibio en el mar de Timor, agua que va al norte, y los vientos se generan t toman humedad del océano y entonces barre hacia abajo (hacia Australia del sur) para entregar más intensas lluvias. En la fase positiva IOD, el patrón de temperaturas oceánicas está invertido, debilitando los vientos y reduciendo la cantidad de humedad cogida y transportada a través de Australia.  La consecuencia es que las lluvias, en el sudeste, están debajo del promedio durante periodos de positivos IOD.
El estudio también muestra que el IOD tiene un efecto mucho más significativo en los patrones de lluvia en el sudeste de Australia que el El Niño (ENSO) en el océano Pacífico ya mostrado en varios estudios recientes.